# Verlag Volk und Gesundheit
Der VEB Verlag Volk und Gesundheit war ein Medizinverlag in der DDR mit Sitz in Berlin. Das Verlagsprogramm umfasste die Bereiche Sozialmedizin, Sonderschulpädagogik, ärztliche Fortbildung und populärwissenschaftliche medizinische Literatur. Es wurden insbesondere Bücher und Zeitschriften der Chirurgie, Stomatologie, Pharmakologie, Pharmazie und der Forensischen Medizin veröffentlicht. Einen Schwerpunkt im Verlagsprogramm bildeten Lehrbücher für die Aus- und Fortbildung medizinischer Fachkräfte.
Bekannt wurde das Wörterbuch der Medizin (WdM) mit 13 Auflagen von 1956 bis 1987 im Verlag Volk und Gesundheit; die 14. Auflage erschien 1990 im Verlag Gesundheit GmbH ebenfalls in Berlin. Die 15. Auflage erschien 1992 und 1993 im Verlag Ullstein Mosby in Berlin; die 16. Auflage erschien unter dem Titel Lexikon der Medizin 1999 in Wiesbaden und 2005 in Köln am Rhein.